# Gležanj
Gležanj, čičak, članak, (lat. malleolus) je lateralna i medijalna izbočina/nastavak na distalnom kraju kostiju potkoljenice.

## Etimologija
Riječ gležanj potječe od praslavenskog gleznъ, iz kojeg je u hrvatski došao preko ruskog glëzna, poljskog glozna ili litavskog slesnas.

## Medicina
Ozljede u području gležnja česte su u sportaša, posebno u nogometu te su različite jačine (inteziteta) ozljede: od istegnuća do loma (frakture).
Oticanje u području gležnjeva javlja se kod zatvorenika koji nose lance na nogama, kao posljedica stalnog pritiska.

## Ostalo
Oko gležnjeva se mogu nositi nanogvice (engl. anklets), narukvice za nogu, ali i brojači koraka i mala elektronika.